# Наджія Тамір
Наджія Тамір (араб. ناجية ثامر), також відома як Неджія Тамур і Бінт аль-Ваха (1926–1988) — туніська письменниця та продюсерка програм на радіо.

## З життєпису
Тамір народилась 15 березня 1926 року в Дамаску в родині турецького походження. Початкову освіту отримала в Баальбеку (Ліван), а середню та університетську освіту здобула в Дамаску. 
Після одруження Тамір оселилася в Тунісі і працювала на туніському радіо продюсером літературних і соціальних програм. Вона також писала есеї, оповідання, радіоп’єси та романи. 

## Творчість
Наджія Тамір зажила слави популярної персони в інтелектуальних колах арабського світу, зокрема завдяки декільком журналістським публікаціям у ЗМІ Тунісу та інших арабських країн щодо прав жінок в арабському світі, здійсненим задля підвищення обізнаності з цієї теми. 
Авторка 5-ти книг (всі — видані в Тунісі арабською мовою).
Українською в перекладі Ігоря та Тетяни Лебединської оповідання Н. Тамір «Таємниця» було надруковано в антології арабської малої прози (1964).